# الإسكندر الأفروديسي

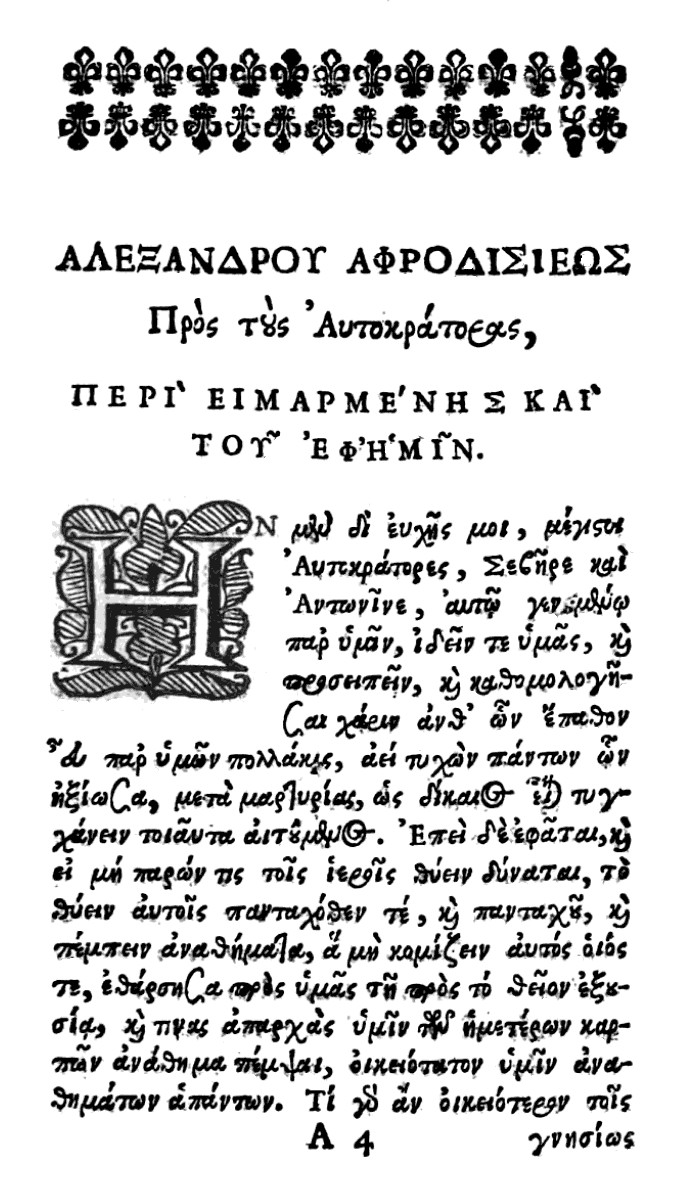
صفحة من كتاب «في القدر»، طبعة 1658 م.

الإسكندر الأفروديسي (ازدهر نحو 200 م) هو فيلسوف وجدلي ومن أكبر شراح أرسطو في العصر اليوناني الروماني.
نسبته إلى أفروديسيا بآسيا الصغرى. أهدى كتابه «في القدر» إلى الامبراطورين سيفيريوس وأنطونيوس.
قال صاحب الملل والنحل: «وافق أرسطوطاليس في جميع آرائه.»